# 서울동구로초등학교
서울동구로초등학교(서울東九老初等學校)는 대한민국 서울특별시 구로구 구로동에 있는 공립 초등학교이다.

## 학교 연혁
- 1972년 4월 4일: 서울동구로국민학교로 개교
- 1996년 3월 2일: 서울동구로초등학교로 교명 개칭

## 참고 자료
- 서울동구로초등학교 - 한국교육학술정보원 학교알리미